# Dictyna linzhiensis
Dictyna linzhiensis là một loài nhện trong họ Dictynidae.
Loài này thuộc chi Dictyna. Dictyna linzhiensis được Hsen Hsu Hu miêu tả năm 2001.